# Kruiningen (Adelsgeschlecht)
Das Haus Kruiningen war eine Familie des niederländischen Adels. Sie ist erstmals zu Beginn des 13. Jahrhunderts als Besitzer von Kruiningen auf Zeeland bezeugt. 1451 wurde Adrian II. von Kruiningen die Burggrafschaft Seeland zugesprochen. Johann V. und Jost I. von Kruiningen hatten hohe Ämter in der Umgebung des Kaisers inne. Die Familie starb im 17. Jahrhundert aus.

## Stammliste (Auszug)
1. Walter I. von Kruiningen, 1203/14 bezeugt
  1. Gottfried, 1233/65 bezeugt, Herr zu Kruiningen,
    1. Hugo, 1263/93 bezeugt, Herr zu Kruiningen und Woensdrecht
      1. Johann I., 1280/1326 bezeugt, Herr zu Kruiningen und Woensdrecht
        1. Johann II., 1340/48 bezeugt, Herr zu Kruiningen und Woensdrecht; ⚭ Margareta von Borsselen, Tochter von Florenz (Haus Borsselen)
        2. Arnold, 1340/72 bezeugt, Herr zu Kruiningen und Woensdrecht
          1. Johann III., 1369/90 bezeugt, † vor 1393, Herr zu Kruiningen und Woensdrecht; ⚭ Aleida von Borsselen, Tochter von Wolfart III. zu Veere (Haus Borsselen)
            1. Adrian I., 1393/1407 bezeugt, † vor 1411, Herr zu Kruiningen
              1. Johann IV., 1412/59 bezeugt, † vor 1469, Herr zu Kruiningen, 1436 Herr zu Heenvliet
                1. Adrian II., 1451/79 bezeugt, Herr zu Kruiningen, 1451/73 Burggraf von Seeland; ⚭ I Elisabeth von Glymes (Haus Glymes); ⚭ II Margareta Vilain; ⚭ III Marie von Gruuthuse, Tochter von Ludwig von Brügge, Earl of Winchester, und Margareta von Borsselen
                  1. (II) Johann V., † 1513, Herr zu Kruiningen, Heenvliet, Pamele und Woensdrecht, Burggraf von Seeland, holländischer Rat, kaiserlicher Kämmerer, Ritter des Ordens vom Goldenen Vlies
                    1. Jost I., † 1543, Herr zu Kruiningen, Heenvliet, Pamele, Hazerswoude, Steenkerken und Reigerscop, Burggraf von Seeland, kaiserlicher Rat und Kämmerer; ⚭ I Charlotte von Burgund, † vor 1509, Tochter von Philipp von Burgund zu Beveren (Haus Burgund); ⚭ II Katharina von Wassenaer
                      1. (II) Jost II., X 1547, Herr zu Kruiningen und Heenvliet, Burggraf von Seeland
                      2. (II) Johann VI., † 1559, Herr zu Kruiningen, Heenvliet, Hazerswoude, Pamele und Steenkerken, Burggraf von Seeland; ⚭ Jakobe von Burgund, † 1556, Tochter von Adolf von Burgund (Haus Burgund)
                        1. Luise, † 1630, Erbin von Steenkerken, ⚭ Georges de Montmorency, Baron de Croisilles, † 1616 (Haus Montmorency)
                        2. Maximilian, † 1612, Herr zu Kruiningen, Heenvliet und Hazerswoude, holländischer Gouverneur von Oostende
                          1. Jacqueline Oriane, † wohl 1616, 1612 zu Kruiningen, Heenvliet und Hazerswoude
                          2. Maria Sabina, † nach 1626, 1616 zu Heenvliet
                          3. Luise, 1626 zu Kruiningen, Heenvliet und Hazerswoude; ⚭ Philippe de Bécourt, Marquis de Licques, † 1657

            2. Arnold, 1393/1419 bezeugt, † wohl 1436 – Nachkommen: die Herren von Voorhout, † 1561

          2. Margareta; ⚭ Gerhard van Borsselen, † vor 1384

    2. Walter II., Herr zu Woensdrecht – Nachkommen † vor 1394